# Claude Balbastre
Claude Balbastre (Dijon, 1724. december 8. – Párizs, 1799. május 9.) francia zeneszerző.